# Коминтерн (Энгельсский район)
Коминтерн — посёлок в Энгельсском районе Саратовской области. Входит в состав Новопушкинского муниципального образования (сельского поселения).

## География
Находится в 2,5 км восточнее трасс Р236. и в 4 км южнее г. Энгельс.

## Население
| 2002 | 2010  |
| ---- | ----- |
| 2218 | ↗2314 |

## История
Колхоз «Коминтерн» образовался в 1929 году в Покровском кантоне АССР Немцев Поволжья рядом с немецким хутором Бузик. В 1937 году колхоз вошёл в Терновский кантон АССР НП.
В 1939 году в поселке была организована первая начальная школа, которая располагалась в старом жилом доме на улице Центральной. В 1949 году уже была открыта семилетняя школа, а в 1967 году было построено современное здание двухэтажной школы. В 1950-х годах колхоз вошёл вместе с колхозом «Пробуждение» в единый совхоз «им. Ленина», а Коминтерн к тому времени существовал уже как отдельный поселок.
В 1973 году в поселке был построен детский сад,а в 1985 году совхозом «Новый» — Дом культуры.
В посёлке действуют детский сад, амбулатория, дом культуры, парк.